# Kilianki
Kilianki (deutsch Friedensdorf) ist ein kleiner Ort in der polnischen Woiwodschaft Ermland-Masuren, der zur Landgemeinde Kowale Oleckie (Kowahlen, 1938 bis 1945 Reimannswalde) im Powiat Olecki (Kreis Oletzko/Treuburg) gehört.

## Geographische Lage
Kilianki liegt im Nordosten der Woiwodschaft Ermland-Masuren, elf Kilometer nordwestlich der Kreisstadt Olecko (Marggrabowa, 1928 bis 1945 Treuburg).

## Geschichte
Friedendorf wurde im Jahre 1817 durch Abtrennung von Kiliannen (1938 bis 1945: Kilianen, polnisch Kiliany) gegründet. Der Ort bestand vor 1945 aus mehreren kleinen Gehöften.
Von 1874 bis 1945 war Friedensdorf in den Amtsbezirk Schareyken (1938 bis 1945: Schareiken, polnisch Szarejki) eingegliedert. Er gehörte bis 1945 zum Kreis Oletzko – 1933 bis 1945 „Landkreis Treuburg“ genannt – im Regierungsbezirk Gumbinnen der preußischen Provinz Ostpreußen. Die Einwohnerzahl von Friedensdorf belief sich im Jahr 1910 auf 49. Sie verringerte sich bis 1933 auf 40 und betrug 1939 noch 38.
Aufgrund der Bestimmungen des Versailler Vertrags stimmte die Bevölkerung im Abstimmungsgebiet Allenstein, zu dem Friedendorf gehörte, am 11. Juli 1920 über die weitere staatliche Zugehörigkeit zu Ostpreußen (und damit zu Deutschland) oder den Anschluss an Polen ab. In Friedendorf stimmten 42 Einwohner für den Verbleib bei Ostpreußen, auf Polen entfiel keine Stimme.
Im Jahr 1945 kam Friedensdorf in Kriegsfolge mit dem gesamten südlichen Ostpreußen zu Polen und führt seither die polnische Namensform „Kilianki“. Heute gehört der Ort zum Verbund der Landgemeinde Kowale Oleckie im Powiat Olecki in der Woiwodschaft Ermland-Masuren.

## Religionen
Die evangelischen Kirchenglieder waren vor 1945 in das Kirchspiel der Kirche zu Schareyken (1938 bis 1945: Schareiken, polnisch Szarejki) im Kirchenkreis Oletzko/Treuburg in der Kirchenprovinz Ostpreußen der Kirche der Altpreußischen Union eingepfarrt. Heute gehören die evangelischen Einwohner Kiliankis zur Kirchengemeinde in Gołdap (Goldap), einer Filialgemeinde der Pfarrei Suwałki in der Diözese Masuren der Evangelisch-Augsburgischen Kirche in Polen.
Katholischerseits waren die Friedensdorfer bis 1945 nach Marggrabowa (1928 bis 1945: Treuburg, polnisch Olecko) im damaligen Bistum Ermland orientiert. Heute ist die ehemals evangelische Kirche in Szarejki Pfarrkirche der Katholiken. Sie gehört zu einem der beiden Dekanate in Olecko im Bistum Ełk (Lyck) der Katholischen Kirche in Polen.

## Verkehr
Kilianki ist über eine zweitrangige Nebenstraße zu erreichen, die unweit von Stożne (Stoosznen, 1938 bis 1945 Stosnau) von der polnischen Landesstraße DK 65 (ehemalige deutsche Reichsstraße 132) abzweigt und in westlicher Richtung bis nach Sokółki (Sokolken, 1938 bis 1945 Halldorf) führt. Bis 1993 war Stożne die nächstgelegene Bahnstation. Sie liegt an der Bahnstrecke Ełk–Tschernjachowsk (Lyck–Insterburg), die für Personenverkehr nicht mehr betrieben wird.